# Фортуна (трубоукладочная баржа)
Фортуна — якорная баржа для строительства морских подводных трубопроводов, крупнейший российский трубоукладчик и тяжёлое крановое судно. Построена в 2010 году на верфи Shanghai Zhenhua Heavy Industry Co. Ltd. в Шанхае, модернизирована в 2011 г.
До 5 августа 2020 г. входила в состав флота «Межрегионтрубопроводстроя» (МРТС).
Владелец: ООО «КВТ-Рус», Москва. 
Порт приписки — Мурманск.

## Характеристики
Полное водоизмещение судна — 39 989 тонн.
Габариты — 169 метров в длину и 46 в ширину, высота — более 13,5 м, а осадка от 5 до 9 метров. 
Баржа оснащена 12-якорной системой позиционирования, с якорями весом по 20 тонн. 
Для снабжения электроэнергией на «Фортуне» работают четыре дизель-генератора по 2500 КВт каждый. 
Подъемное оборудование судна состоит из гусеничного крана грузоподъемностью 250 тонн и штатного судового крана на левом борту судна грузоподъёмностью 40 тонн. 
В 2012 году на барже была проведена модернизация и установлен кран грузоподъемностью 1600 тонн (300 тонн на вылете стрелы 72 м). 
На палубе предусмотрена возможность установки штатного крана грузоподъёмностью до 2,5—3 тысяч тонн.
Максимальная глубина укладки труб — 200 м.
Экипаж — 310 человек.

## История эксплуатации
Судном уложено около 100 км трубопровода на таких проектах, как освоение Киринского газоконденсатного месторождения и прокладка трубопровода Сахалин — Хабаровск — Владивосток.
С декабря 2020 года участвала в достройке газопровода «Северный поток — 2».

## Санкции
19 января 2021 года Минфин США, расширив санкции против «Северного потока — 2»,  ввёл блокирующие санкции против баржы «Фортуна» и её собственника «КВТ-Рус».